# Elvasia sphaerocarpa
Elvasia sphaerocarpa är en tvåhjärtbladig växtart som beskrevs av Richard Sumner Cowan. Elvasia sphaerocarpa ingår i släktet Elvasia och familjen Ochnaceae. Inga underarter finns listade i Catalogue of Life.